# Nomada erythra
Nomada erythra là một loài Hymenoptera trong họ Apidae. Loài này được Mitai, Hirashima & Tadauchi mô tả khoa học năm 2007.